# جيمس براون ألين
جيمس بروان ألين (بالإنجليزية: James B. Allen)‏ هو قسيس ومؤرخ أمريكي، ولد في 1927 في لوغان في الولايات المتحدة.

## وصلات خارجية
- الموقع الرسمي